# Наводнения в Судане (2020)
Наводнения в Судане — обильные и непрерывные дожди в Судане, которые вызвали разрушительные наводнения по крайней мере в 16 суданских провинциях. Наводнения затронуло более 500 000 человек, разрушили более 100 000 домов и на сегодняшний день унесли жизни 102 человека.

## Наводнение
В 2020 году уровень воды в реке Нил в Судане поднялся и достиг рекордного уровня, что привело к затоплению и разрушению около 60 000 домов и привели к десяткам смертей. Уровень Голубого Нила достиг более 17 метров, побив все рекорды. А наводнения, вызванные проливными муссонными дождями, в основном за пределами страны, в соседней Эфиопии, подняли уровень реки Нил на 17,5 метров в конце августа, что является самым высоким уровнем, которого она достигла почти за столетие, по данным министерства ирригации Судана. Впервые в истории пирамидам в Мероэ угрожало затопление.
Масштабы наводнений и дождей превысило рекорды, установленные в 1946 и 1988 годах. Некоторые эксперты, такие как «International Rivers», ожидают, что изменение климата вызовет в будущем периодические приступы как засух, так и наводнений в Судане.

## Реакция
Правительство Судана руководило и координировало действия по ликвидации последствий наводнения. Национальные силы миссии по борьбе с наводнениями Комитета по гуманитарной помощи начали работу, а премьер-министр Судана Абдалла Хамдок подтвердил, что уровень Нила и его притоков в этом году, по данным министерства ирригации и водных ресурсов, беспрецедентны с 1912 года. Он также отметил, что наводнения в этом году привели к трагическим и болезненным человеческим жертвам и материальным потерям.

## Чрезвычайная ситуация
Совет безопасности и обороны Судана объявил чрезвычайное положение на всей территории страны сроком на три месяца и определил страну зоной стихийного бедствия и сформировать высший комитет по предотвращению и устранению последствий ливневых потоков и наводнений, в результате которого с конца июля погибло около 100 человек и затоплено более 100 тысяч домов.
Паводковые воды могут затопить древние археологические раскопки в стране. Строители построили стены из мешков с песком и откачивают воду из этого района, чтобы не повредить руины Мероэ, бывшего древнего города двухтысячелетней империи Мероитов и объекта Всемирного наследия ЮНЕСКО. Предыдущие наводнения никогда не затрагивали этот объект.
К настоящему времени наводнения затронули более полумиллиона человек и повредили более 100 000 домов как минимум в 16 провинций по всей стране. В результате тысячи людей остались без крова. Для размещения перемещенных лиц в столице Судана Хартуме были поставлены палатки.